# Timothy Leary
Timothy Leary, född 22 oktober 1920 i Springfield, Massachusetts, död 31 maj 1996 i Los Angeles, Kalifornien, var en amerikansk författare, psykolog och drogförespråkare. Leary är känd för sina åsikter om drogen LSD:s terapeutiska och välgörande effekter. Under 1960-talet myntade han frasen "Turn on, tune in, drop out", som fick stor spridning.

## Biografi

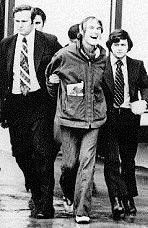
Timothy Leary grips av DEA.

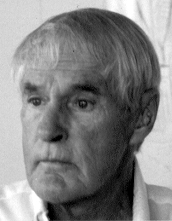
Timothy Leary (1989)

Leary föddes i Springfield, Massachusetts i en framstående familj från England. Efter att ha studerat psykologi blev han lektor i psykologi vid Harvard University (1959–1963). Vid en resa till Mexiko sommaren 1960 provade han hallucinogena psilocybin-svampar, som han fick av en "berghäxa". Tagen av upplevelsen, och under uppmuntran av universitetets gästföreläsare, författaren Aldous Huxley, började han undersöka svamparnas effekter på sig själv och sina studenter. Han fortsatte med liknande tester med LSD.
Han argumenterade för att LSD, med rätt dosering kunde ändra en persons beteende och tänkande på ett gynnsamt sätt. Målet var att hitta bättre sätt att hantera alkoholism och social missanpassning. Flera av patienterna berättade om mystiska och andliga upplevelser som radikalt ändrat deras liv i en positiv riktning.
Tillsammans med en grupp lärjungar lämnade Leary universitetet och bildade två "kolonier för transcendentalt liv" i staden Newton utanför Boston. Det utvecklades sedermera till världens förmodligen första organisation för främjande av medvetandevidgande medel – International Federation for Internal Freedom (IFIF) – som bildades 1962. Leary sådde därmed ett frö till 1960-talets hippiekultur, som lockade många musiker, konstnärer och universitetsstudenter.